# Juicio por brujería de Kirkjuból
El juicio por brujería de Kirkjuból fue un juicio que tuvo lugar en Kirkjuból en 1656, en la actual Ísafjörður, en Islandia. Es el juicio por brujería más famoso de la historia de Islandia.

## Juicio
El demandante era el pastor Jón Magnússon, que padecía problemas de salud desde 1654. Sostuvo que su enfermedad, así como lo que describió como alborotos demoníacos en su casa y en el distrito circundante, fueron provocados por la hechicería practicada por dos miembros de su propia congregación, que también cantaban en el coro, un padre y un hijo ambos llamados Jón Jónsson. Jón padre confesó poseer un libro sobre magia y que lo había utilizado contra Jón Magnússon. El hijo también confesó haber hecho enfermar al pastor y de haber utilizado signos mágicos y runas para provocar pedos (Fretrúnir) contra una niña. La maldición de las flatulencias se consideraba especialmente implacable; no solo por humillar a la víctima, sino porque también causaba malestar abdominal crónico y debilidad.
Ambos padre e hijo fueron encontrados culpables de hechicería y ejecutados en la hoguera. Después de la ejecución, al sacerdote le fueron otorgados todos los bienes materiales de los reos. Reclamando que los alborotos y enfermedades no cesaban, entonces acusó a Thuridur (Þuríður) Jónsdóttir, la respectivamente hermana e hija de los Jónsson, de brujería. El caso fue llevado a Þingvellir, fue desestimado y la mujer dejada libre. Más tarde presentó una contrademanda por persecución injusta y fue aceptada. Se le otorgaron las  pertenencias del pastor como compensación. Por entonces en Islandia, la antigua magia o galdr era aun a menudo practicada y no necesariamente asociada con el Diablo, pero las autoridades religiosas y seculares luteranas, influidas directa o indirectamente por Dinamarca y Alemania, tenían una visión diferente sobre el tema.

## En la ficción
El juicio inspiró una película de Hrafn Gunnlaugsson estrenada en el año 2000 titulada "Myrkrahöfðinginn", o "El Príncipe de Oscuridad". La trama de la película se aparta notablemente de los autos judiciales originales y del relato escrito por el mismo Jón Magnússon en el siglo XVII, el cual es conocido por el título Píslarsaga Síra Jóns Magnússonar, o "Historia de los sufrimientos de Jón Magnússon".